# Tatoveringsnål
|  | Sammenskrivningsforslag Artiklen Tatoveringsnål er foreslået føjet ind i Tatovering. (Siden juni 2018) Diskutér forslaget |

En tatoveringsnål er en nål med et hul i midten, som er påmonteret en tatoveringsmaskine. Nålene fås i  flere forskellige tykkelser, hvor diameter af hullet i midten varierer. Formålet med dette er at man kan kontrollere mængden af blæk, som kommer ind under huden. Derved opnår man streger i forskellige tykkelser.
Antallet af nåle kan variere på en tatoveringesmaskine. Formålet med dette er, at mange nåle kan dække et større område på en gang, hvilket bliver brugt til at lave skygger og lægge farve med. Derimod bliver der oftest kun brugt én nål til at lave opstregningsarbejdet.
Tatoveringsnåle skal være sterile. Er de ikke sterile kan man nemt få virus og infektioner. Der har været flere tilfælde, hvor den samme nål er blevet brugt på forskellige mennesker, og det kan medføre blodsygdomme f.eks. forgiftninger, herpes og HIV (aids).